# 親日反民族行為真相糾明委員會
親日反民族行為真相糾明委員會（韓語：친일반민족행위진상규명위원회），簡稱反民糾明委（반민규명위），是直屬韓國總統的國家機關，根據國會於2004年3月22日公布的《日帝強佔下反民族行為真相糾明相關特別法》而在2005年5月31日成立。
反民糾明委把朝鮮半島被日本佔領的期間分為以下三個時段
：
- 第1期：1904年日俄戰爭至1919年三一運動
- 第2期：1919年三一運動至1937年中國抗日戰爭
- 第3期：1937年中國抗日戰爭至1945年八一五光復

2009年11月27日，反民糾明委在發表了第3期親日反民族行為者（1937年中國抗日戰爭至1945年八一五光復）的704人名單之後舉行解散儀式，象徵委員會的任務結束。從特別法公布開始到結束，委員會經歷了4年的光景，並於2009年11月30日停止運作。
反民糾明委的首任委員長姜萬吉，於2006年12月7日向總統盧武鉉會同國會提交調查報告，發表了親日反民族行為106人名單，當中有11人被指為「賣國」，其中一人是已故總統朴正熙。

## 目的
選定並調查從日俄戰爭起到1945年8月15日為止的親日反民族行為者，並確認該調查對象的親日行為，及編纂相關史料。

## 沿革及主要活動
- 2004年3月22日 - 公佈《日帝強佔下親日反民族行為真相糾明相關特別法》。
- 2005年1月27日 - 特別法改正（法律上名稱除去「親日」兩字）。
- 2005年5月31日 - 親日反民族行為真相糾明委員會成立[3]。
- 2006年12月6日 - 發表2006年度發表調査報告書。最終確定在第一期的親日反民族行為者106人[4][1]，當中包括李完用[1]。
- 2007年12月6日 - 發表2007年度調査報告書。最終確定第二期親日反民族行為者195人[4][1]，當中包括閔泳徽（朝鲜语：민영휘）及宋秉畯（송병준）。
- 2009年11月9日 - 在委員會於2009年11月30日停止運作者完成最後階段的調査報告書，並於11月25日發表。最終確定第三期親日反民族行為者705人，當中包括前總統朴正熙及《皇城新聞》主筆張志淵（朝鲜语：장지연）[1]。

## 組織
由總統委任十一人組成委員會，委員會設置委員長（長官級）一人，常任委員（次官級）一人。委員當中四人由國會選出，三名由大法院長委任。

### 事務處
- 處長
  - 調査企劃官（處長的輔助）
  - 行政室
  - 營運企劃團
    - 總括營運組
    - 記錄管理組

  - 調查1－4組
  - 學術研究組

## 期限
活動期限為委員會成立後四年，但根據《特別法》第八條，可延長一次，長達六個月。事務處的活動期限為委員會終止活動後三個月。